# 西营门站
西营门站，即天津西站西营门货场，隶属于北京局集团天津车务段，为四等货运站，位于天津市西青区天津市地方铁路陈塘支线。